# Оверэйссел
Оверэ́йссел (нидерл. Overijssel, нидерл. н.-сакс. Oaveriessel) — провинция на востоке Нидерландов. Столица — Зволле, крупнейший город — Энсхеде. Население — 1 139 350 человек (6-е место среди провинций; данные 2013 г.).

## География
Площадь территории 3420,86 км² (включая воду 5-е место), в том числе суша — 3325,62 км² (4-е место).

## Состав
В состав провинции входят 25 общин:
| - Алмело - Борне - Далфсен - Девентер - Динкелланд - Энсхеде - Хаксберген - Харденберг - Хеллендорн - Хенгело - Хоф-ван-Твенте - Кампен - Лоссер | - Олдензал - Олст-Вейе - Оммен - Ралте - Рейссен-Холтен - Стапхорст - Стенвейкерланд - Тюбберген - Твентеранд - Вирден - Звартеватерланд - Зволле | Общины провинции Оверэйссел (2016). |

## Достопримечательности
- Деревня Гитхорн без сухопутных дорог, но с многочисленными водными каналами, «северная Венеция».
- Твикель ― старинный замок на воде.